# 羅福頤
罗福颐（1905年—1981年11月8日），字子期，别署梓溪、紫溪，晚年自号偻翁，祖籍浙江上虞，出生于上海，中国篆刻家。故宫博物院研究员、国家文物局咨议委员、中国科学院考古协会理事、西泠印社理事。

## 家庭
父亲罗振玉。